# دريجة دنيا
دريجة دنيا (الاسم العلمي: Calidris minutilla) (بالإنجليزية: Least Sandpiper)‏ هو نوع من الطيور يتبع جنس الدريجة من فصيلة دجاج الارض.